# Urbano Paracciani Rutili
Urbano Paracciani Rutili (né le 8 février 1715 à Rome, alors la capitale des États pontificaux, et mort le 2 janvier 1777 à Fermo) est un cardinal italien du XVIIIe siècle.

## Biographie
Urbano Paracciani Rutili exerce diverses fonctions au sein de la Curie romaine, notamment au Tribunal suprême de la Signature apostolique, à la fabrique de la basilique Saint-Pierre, à la Rote romaine et à la Congrégation de l'Inquisition.
Il est élu archevêque de Fermo en 1764 et le pape Clément XIII le crée cardinal lors du consistoire du 26 septembre 1766. 
Le cardinal Paracciani participe au conclave de 1769, lors duquel Clément XIV est élu pape, ainsi qu'au conclave de 1774-1775 (élection de Pie VI).

## Succession apostolique
Urbano Paracciani Rutili a ordonné les évêques suivants :
- Cardinal Domenico Spinucci (1775)